# Samuel Rogers

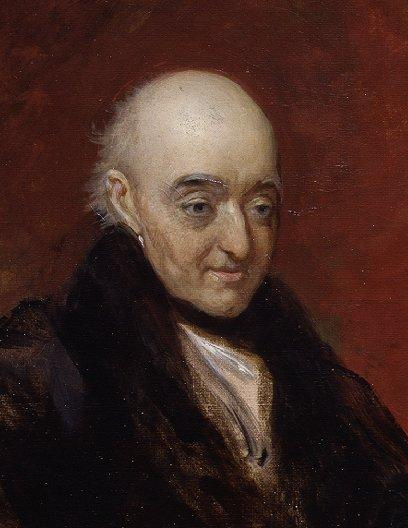
Samuel Rogers.
Detalle de un retrato obra de Frank Stone, datable en torno a 1845.

Samuel Rogers (Londres, 30 de julio de 1763 - íd., 18 de diciembre de 1855), poeta, financiero y mecenas de las artes y las letras inglés del prerromanticismo, amigo de los poetas lakistas.

## Biografía
Nació en Newington Green, una aldea al norte de Islington, en Londres. Su padre, Thomas Rogers, era un banquero hijo de un fabricante y comerciante de vidrio. Por su lado materno estaba emparentado con clérigos disidentes ingleses o inconformistas (protestantes no asimilados en la iglesia anglicana) como Philip Henry y su hijo Matthew. En estos círculos se formó y convirtió en un miembro prestigioso de la congregación unitaria de Newington Green, entonces dirigida por el Dr. Richard Price. Luego siguió educándose en escuelas privadas de Hackney y Stoke Newington, donde tuvo como condiscípulo al futuro bibliógrafo William Maltby, quien se convertirá en uno de sus mejores amigos. Adoptó por entonces a dos sobrinos huérfanos jóvenes, Samuel Sharpe, futuro egiptólogo y traductor de la Biblia, y su hermano menor, Daniel, que fue geólogo.
Aunque quería ser pastor presbiteriano, su padre lo convenció para que se uniera al negocio bancario en Cornhill. Pero en las largas vacaciones que debía tomar para reponerse de su delicada salud, empezó a interesarse por la literatura inglesa y sobre todo la obra del doctor Samuel Johnson, Thomas Gray y Oliver Goldsmith. Se sabía poemas de Gray de memoria y la opulencia de su familia le permitió intentar escribir poesía en sus ratos de ocio por sí mismo. Publicó estos esfuerzos en el Gentleman's Magazine y en 1786 dio a la estampa un volumen con imitaciones de Goldsmith y una "Oda a la superstición" al estilo de Gray. En 1788 falleció su hermano mayor Thomas y aumentaron sus responsabilidades empresariales. Al año siguiente visitó Escocia y allí conoció al gran economista y moralista Adam Smith, a Henry Mackenzie, a Hester Thrale y a otros. En 1791 estuvo en París y se aficionó al arte disfrutando de la Colección Orleáns en el Palais Royal, hasta el punto de que muchas de esas obras fueron luego a pasar a sus manos. Tras seis años desde que publicó su primer libro, que pasó puliendo sus versos al estilo de Gray, publicó un poema extenso, The Pleasures of Memory ("Los Placeres de la memoria", 1792), que algunos consideran la última realización poética de los criterios estéticos del siglo XVIII. El poema fue alabado por lord Byron: "No hay en él una línea vulgar", y fue imitado por Thomas Campbell, y alcanzó un éxito formidable: se reimprimió doce veces hasta 1802.

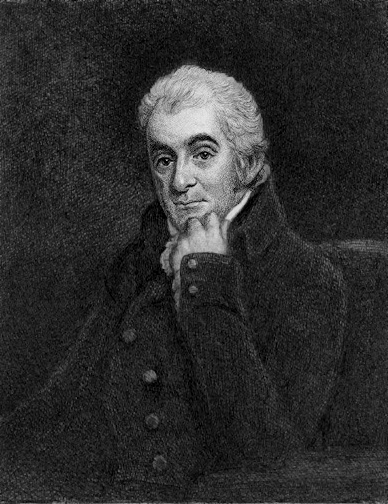
Samuel Rogers joven

En 1793 falleció su padre y tuvo que encargarse de todo su negocio bancario en Cornhill, por lo que tuvo que abandonar Newington Green. Por entonces formaban su círculo íntimo el político Richard Sharp y los artistas John Flaxman, John Opie, Martin Archer Shee y John Henry Fuseli. También conoció a Charles James Fox, con quien visitó las galerías pictóricas de París en 1802 aprovechando una breve tregua en las disensiones anglofrancesas; su amistad le permitió entrar en la casa y tertulia del hispanista Lord Holland. En 1803 se trasladó a la plaza de Saint James, donde se hizo construir una casa que, durante cincuenta años, consiguió atraer y entretener en sus salones a todas las celebridades de Londres. Flaxman y Charles Alfred Stothard participaron en la decoración del lugar, que Rogers procedió a llenar de libros y obras de arte escogidas, formando una gran colección.
La invitación a uno de los desayunos de Rogers suponía una entrada formal en la sociedad literaria de Londres, y sus cenas aún eran más selectas, aunque el éxito social de su salón se debió menos a su posición literaria que a su encanto como conversador, su educado criterio en todo lo referente al arte y, sin duda, a su muy sarcástico y amargo ingenio, por el que se excusaba diciendo que tenía tan poca voz que nadie lo escuchaba si decía cosas agradables. Al respecto dijo Fanny Kemble que "tenía el corazón más amable y la lengua más cruel que cualquiera que haya conocido". Ayudó al poeta Robert Bloomfield y reconcilió a Thomas Moore con Francis Jeffrey Jeffrey y con Byron, y alivió las dificultades de los últimos días del dramaturgo Richard Brinsley Sheridan. A Moore, quien había rechazado toda la ayuda de sus amigos y solo dejó deudas a sus editores, le resultó imposible negarse a aceptar la ayuda de Rogers. Consiguió una pensión para H. F. Cary, el traductor de Dante Alighieri, y obtuvo una sinecura para su amigo el poeta William Wordsworth. Inversamente, fue invitado a almorzar con cierta frecuencia por Charles Dickens.
Rogers se convirtió en el amigo de Wordsworth, Walter Scott y Byron, y vivió lo suficiente como para ofrecer una opinión sobre la aptitud de Alfred Tennyson en la cuestión de si debía ser elegido como poeta laureado. Su amigo Alexander Dyce escribió abundantes anécdotas sobre Rogers y sus rasgos de ingenio y en 1856 ordenó y publicó algunas bajo el título de Recollections of the Table-Talk of Samuel Rogers ("Recuerdos de sobremesa de Samuel Rogers"), obra a la que añadió luego otra: Porsoniana. Rogers mismo redactaba un dietario con las impresiones que recibía de la conversación con muchos de los amigos distinguidos de su tertulia (Charles James Fox, Edmund Burke, Henry Grattan, Richard Porson, John Horne Tooke, Talleyrand, Erskine, Walter Scott, Lord Grenville y el Duque de Wellington), y su sobrino William Sharpe lo publicó en 1859 con el título de Recollections by Samuel Rogers; por otra parte, Reminiscences and Table-Talk of Samuel Rogers, Banker, Poet, and Patron of the Arts, 1763–1855 ("Reminiscencias y sobremesas de Samuel Rogers, banquero, poeta y mecenas de las artes, 1763-1855", 1903), por G. H. Powell, amalgama estas dos obras.
Rogers ocupó diversos cargos honoríficos: fue uno de los patronos de la National Gallery (Galería Nacional); y participó en una comisión para investigar la gestión del Museo Británico y en otra para reconstruir el Palacio de Westminster. Fue elegido Fellow de la Royal Society en noviembre de 1796.

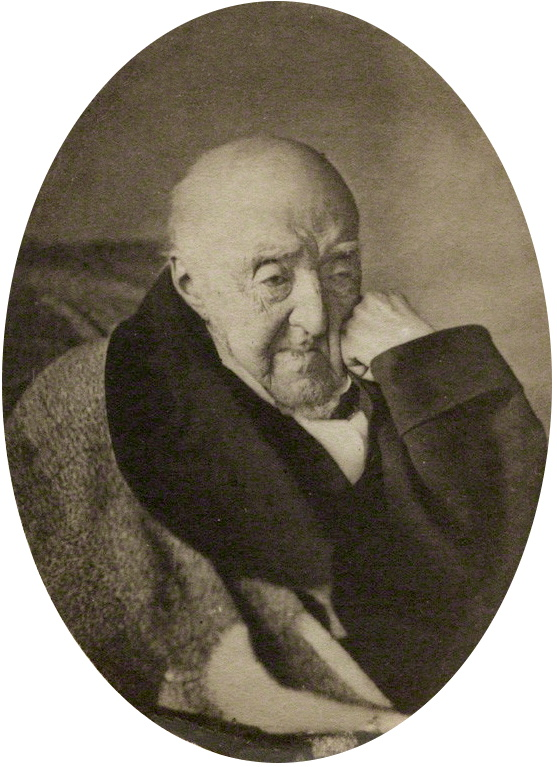
Una fotografía de Samuel Rogers

Su obra literaria, muy celebrada en su tiempo, hoy está muy olvidada. An Epistle to a Friend ("Una carta a un amigo", 1798) describe su ideal de una vida feliz. Después redactó Columbus (1810), sobre el viaje de Cristóbal Colón, y el poema narrativo Jacqueline (1814), publicado en el mismo volumen que la Lara de Byron y con su mismo estilo romántico; sin embargo, su poema filosófico Human Life ("Vida humana", 1819) aún continúa siendo dieciochesco.
En 1814 Rogers realizó un viaje a Europa con su hermana Sarah y a través de Suiza llegó a Italia llevando un diario que llenó con toda suerte de vicisitudes e impresiones; ya había llegado a Nápoles cuando le sorprendió la noticia de que Napoleón había escapado de su reclusión en la isla de Elba, por lo que se obligó a volver a casa apresuradamente; pero siete años más tarde volvió a Italia y aprovechó para visitar a Byron y a Shelley en Pisa.
De estos viajes surgió su último, más largo y más celebrado trabajo, Italy. La primera parte fue publicada anónima en 1822; la segunda lo fue ya con su nombre en 1828. Al principio constituyó un fracaso, pero Rogers, determinado a que fuera un éxito, amplió y revisó el poema encargando además grabados en acero a Joseph Mallord William Turner, Thomas Stothard y Samuel Prout. Se trata de la suntuosa edición de 1830, que esta vez alcanzó la celebridad, y Rogers añadió a este libro una igualmente suntuosa edición de sus Poesías (1834). En 1850, tras la muerte de Wordsworth, se pidió a Rogers que lo sucediera como poeta laureado, pero el casi centenario poeta declinó este honor a causa de su edad. Los últimos cinco años de su vida los pasó confinado en una silla a causa de una caída en la calle. Murió en Londres y está enterrado en la tumba familiar del camposanto adjunto a la iglesia de Santa María, en Hornsey High Street, Haringey.

## Obras
- Ode to Superstition (1786)
- The Pleasures of Memory (1792)
- An Epistle to a Friend (1798)
- Columbus (1810)
- Jacqueline (1814)
- Human Life (1819)
- Italy (1822 y 1828)
- Poetry (1834)